# Péter Bergendy
Péter Bergendy (Budapest, 14 de novembre de 1964 –) és un director de cinema i psicòleg hongarès guanyador del Premi Béla Balázs, fill del músic Péter Bergendy.

## Carrera
Entre 1984 i 1989, va estudiar psicologia a la Facultat d'Humanitats ELTE. Entre 1984 i 1991, va treballar com a ajudant de direcció a Magyar Televízió. Entre 1987 i 1989, va ser assistent d'investigació a l'Institut de Cinema Hongarès. Entre 1989 i 1990, va ser cap del departament de distribució a Helikon Film; va ser l'editor de les revistes Galaktika i Atlantisz. Des de 1991 és copropietari de Stáb Filmfactory Ltd. on produeix videoclips i anuncis publicitaris. Entre 1991 i 1994, va ser redactor-director del programa de la revista juvenil Friss, i entre 1991 i 2002, va ser el redactor en cap de la revista Cinema.

## Filmografia

### Com a director
- Post Mortem (2020)[3]
- Trezor (2018)
- L'examen (2011)[4]
- Állítsátok meg Terézanyut! (2004)

### Com a actor
- Kontroll (2003)
- Kalandorok (2008)

## Premis
- Premi Béla Balázs (2020)